# John W. Connolly
John W. Connolly (* 4. Juli 1911 in Detroit, Michigan; † 11. Juli 1981 ebenda) war ein US-amerikanischer Politiker. Zwischen 1949 und 1951 war er Vizegouverneur des Bundesstaates Michigan.

## Werdegang
Nach einem Jurastudium an der Georgetown University und seiner 1937 erfolgten Zulassung als Rechtsanwalt begann John Connolly ab 1938 in Michigan in diesem Beruf zu arbeiten. Während des Zweiten Weltkrieges diente er zwischen 1942 und 1946 in der United States Navy. Danach setzte er seine Tätigkeit als Rechtsanwalt fort. Gleichzeitig schlug er als Mitglied der Demokratischen Partei eine politische Laufbahn ein.
1948 wurde Connolly an der Seite von G. Mennen Williams zum Vizegouverneur von Michigan gewählt. Dieses Amt bekleidete er zwischen 1949 und 1951. Dabei war er Stellvertreter des Gouverneurs und Vorsitzender des Staatssenats. Im Jahr 1950 wurde er nicht bestätigt. Zwei Jahre später scheiterte er bei dem Versuch, erneut in dieses Amt gewählt zu werden. 1964 und 1966 bewarb er sich jeweils erfolglos um den Posten eines Bezirksrichters. John Connolly war Mitglied mehrerer Veteranenorganisationen. Er starb am 11. Juli 1981 in Detroit.